# Дисилица (връх)
 Тази статия е за върха в Пирин.  За реката вижте Дисилица (река).  
Дисѝлица (Десѝлица) е връх в Пирин планина. Разположен е в края на късо разклонение на Полежанското странично било. То се отделя в посока североизток от седловината между върховете Каймакчал и Голяма стража (последния северен връх на алпийския ръб Ушиците (Стражите)). Според някои от източниците късият рид-разклонение носи името Десилица, докато самият връх се нарича Страгата . Според други Страгата се нарича местност в подножието на върха .
Склоновете на Десилица са стръмни и каменисти. На север от върха се открива панорамна гледка към гористите склонове на резервата Юлен и Разложката котловина, и Конаревския рид с едноименния връх на северозапад. В северозападното подножие на Десилица, в Юлен, могат да се видят красивите Перлешки езера, а при югоизточните му склонове – в Десилишкия циркус под връх Голяма стража – Плешивото езеро (Локвата), едно от най-високите езера в Пирин планина.
Произходът на името е неясен. Мнозина смятат, че идва от името на местен владетел Десил, а други от името на растението девисил растящо по склоновете.
Десилица е сравнително лесно достъпен връх. Покрай него не минават маркирани пътеки, но той може да бъде изкачен лесно откъм Десилишкия циркус и Плешивото езеро или откъм връх Каймакчал. Достъпът до района става под контрола на управлението на Национален парк Пирин, понеже върхът се намира в границите на резерват Юлен.